# Yannick Noah
Yannick Noah, född 18 maj 1960 i Sedan, Ardennes, Frankrike, är en fransk högerhänt tidigare professionell tennisspelare. Noah vann under proffskarriären på ATP-touren totalt 23 singel- och 16 dubbeltitlar. Han spelade dessutom ytterligare 22 finaler. Han rankades som bäst världstrea i singel (1986) och var en av världens tio högst rankade spelare vid sex tillfällen 1982-87. Han vann två Grand Slam-titlar, varav en i singel och en i dubbel.
Yannick Noah upptogs 2005 i International Tennis Hall of Fame.

## Tenniskarriären
Noah vann sin första GS-titel 1983 i singel i Franska öppna vid Roland Garros. Han mötte i finalen det föregående årets mästare, svensken Mats Wilander, som han besegrade i tre raka set (6-2, 7-5, 7-6). Noah spelade inte fler singelfinaler i GS-turneringar, men 1981, 1982, 1984 och 1987 var han kvartsfinalist vid Roland Garros och 1987 nådde han dessutom kvartsfinalen i Australiska öppna.
Sin andra GS-titel vann han i dubbel i Franska öppna 1984 tillsammans med landsmannen Henri Leconte. Med honom spelade han också dubbelfinal i US Open 1985 och med Guy Forget nådde han finalen i Franska öppna 1987.

### Davis/Fed Cup
Yannick Noah spelade i det franska Davis Cup-laget under perioderna 1978-85 och 1988-90. Han spelade totalt 61 matcher av vilka han vann 39.
Efter avslutad spelarkarriär har han som tränare lett Frankrike till tre segrar i Davis Cup – 1991, 1996 och 2017 – och till landets första seger någonsin i Federation Cup 1997.

## Spelaren och personen
Noahs far kommer från Kamerun och hans mor från Frankrike. Noah var en av de många tennisspelare som i karriären under 1980-talets första år övergick från att spela med de äldre typerna av racketar med träramar till moderna lättare grafitracketar med större träffyta. Sin GS-titel i Franska öppna vann han dock med en hybrid oversize-racket från Le Coq Sportif som hade en ram av trälameller och ett antal grafitlameller.
Noah var tidigare gift med den svenska fotomodellen Cecilia Rodhe. Paret har två barn, Yelena och Joakim, där den senare är basketspelare i NBA-laget Chicago Bulls. I sitt senaste äktenskap med den brittiska fotomodellen Heather Stewart-Whyte har han två barn, Elijah och Jénayé. Han har även en son, Joalukas, med producenten Isabelle Camus. Noah bor idag med Isabelle Camus.
Efter avslutad tenniskarriär har Noah satsat på en karriär som populärsångare med framträdanden på flera scener inom Europa. Hans första album kom ut 1991 (Black or What). Han har därefter gett ut ett andra album (Yannick Noah) 2000 och 2006 sitt tredje (Charango). Han är också restaurangägare och engagerad i välgörenhet i första hand för underprivilegierade barn.

## Grand Slam-finaler, singel (1)

### Titlar (1)
| År   | Mästerskap    | Finalmotståndare | Setsiffror    |
| 1983 | Franska öppna | Mats Wilander    | 6–2, 7–5, 7–6 |

## Övriga Grand Slam-titlar
- Franska öppna
  - Dubbel - 1984 (med Henri Leconte)